# Garica
Garica je naselje od 149, u sredini otoka Krka u Primorsko-goranskoj županiji, upravno pripada općini Vrbnik.

## Zemljopisne odlike
Donja Garica udaljena je 5,6 km od Vrbnika, 10,1 km od Krka te 22 km od Krčkog mosta.

## Stanovništvo
| broj stanovnika | 203   | 224   | 276   | 287   | 313   | 318   | 332   | 355   | 367   | 347   | 294   | 242   | 183   | 157   | 149   | 156   | 138   |
|                 | 1857. | 1869. | 1880. | 1890. | 1900. | 1910. | 1921. | 1931. | 1948. | 1953. | 1961. | 1971. | 1981. | 1991. | 2001. | 2011. | 2021. |

## Povijest
Garica je danas malo selo, nekoć je imalo vrlo bogatu prošlost, kod Garice ima više arheoloških nalaza;
- Krševanski vrh - prapovijesna gradina
- Kampelje - antičko nalazište
- Garica - antička zidana grobnica u blizini naselja

Franjevci s puntarskog Košljuna vodili su franjevačku svjetovnu zajednicu u Garici od njezina osnutka 1905. do 1979. godine.

## Kultura
- Kod Garice su pronađeni, zlatni i metalni predmeti iz prahistorije, koji se danas čuvaju u Arheološkom muzeju Zagreb.[5]

Garica ima dvije crkve;
- crkva Sv. Krševana ( uruševnom stanju)
- crkva Sv. Petra (obnovljenu u 19. stoljeću)

## Gospodarstvo
U Garici radi kamenolom Garica ( u njemu se vadi građevno-tehnički kamen) s asfaltnom bazom.

U planu je izgradnja vodospreme Garica, koja bi trebala opskrbljivati vodom naselja Garica i Kampelje.